# In the Beginning (canción de Mötley Crüe)
«In the Beginning» (en español: «En el Comienzo»), es una canción de la banda estadounidense de hard rock Mötley Crüe. Es la primera canción de su segundo álbum de estudio Shout at the Devil lanzado en 1983. La canción fue escrita por Nikki Sixx y Geoff Workman, y tiene una duración de 1:13, justo cuando esta termina comienza «Shout at the Devil».

## Apariciones
- Apareció en el álbum Music to Crash Your Car to: Vol. 1.[1]
- Apareció en el álbum Journals of the Damned.[1]